# Мичълстаун
Мичълстаун (на английски: Mitchelstown; на ирландски: Baile Mhistéala) е град в южна Ирландия, графство Корк на провинция Мънстър. Първите сведения за града като населено място датират от 8 век. Основан е през 13 век. От 1990 г. тук се провежда ежегоден музикален фестивал. Имал е жп гара от 23 март 1891 г. до 1 декември 1955 г. Населението му е 3365 жители от преброяването през 2006 г.